# Benczúr Béla
Benczúr Béla, teljes nevén: Benczúr Béla Tivadar (Kassa, 1854. április 6. – Budapest, 1941. június 14.) magyar építész, festő, művészeti író.

## Családja
Benczúr Vilmos gyógyszerész és Laszgallner Paulina fia, Benczúr Gyula festőművész öccse, Benczúr Elza  iparművész, Benczúr Olga képző- és iparművész, valamint Benczúr Ida festőművész és Benczúr Gyula orvos nagybátyja. Felesége Máday Etelka (1857-1943) volt. Egyetlen gyermekük született, Katalin, aki később Kenyeres György grafikushoz ment feleségül.

## Élete és munkássága
Zürichben és  Münchenben folytatta műegyetemi tanulmányait. 1881-től műegyetemi tanársegéd, 1885-től a budapesti Iparművészeti Iskola tanára. Akvarelleket, olajképeket festett, illusztrációkat készített, többek közt az Osztrák-Magyar Monarchia írásban és képben c. sorozat számára. 1900-tól vett részt a Műcsarnok tárlatain. Az Epreskertben több épület az ő tervei alapján készült. Bátyja bajorországi nyaralóját – a Starnbergi-tó partján fekvő Ambachban –, valamint budapesti Lendvay utcai villáját is ő tervezte.

## Könyve
- A művészi ipar és decoratív művészetek stíltana. Bp. 1897. Online

## Képek

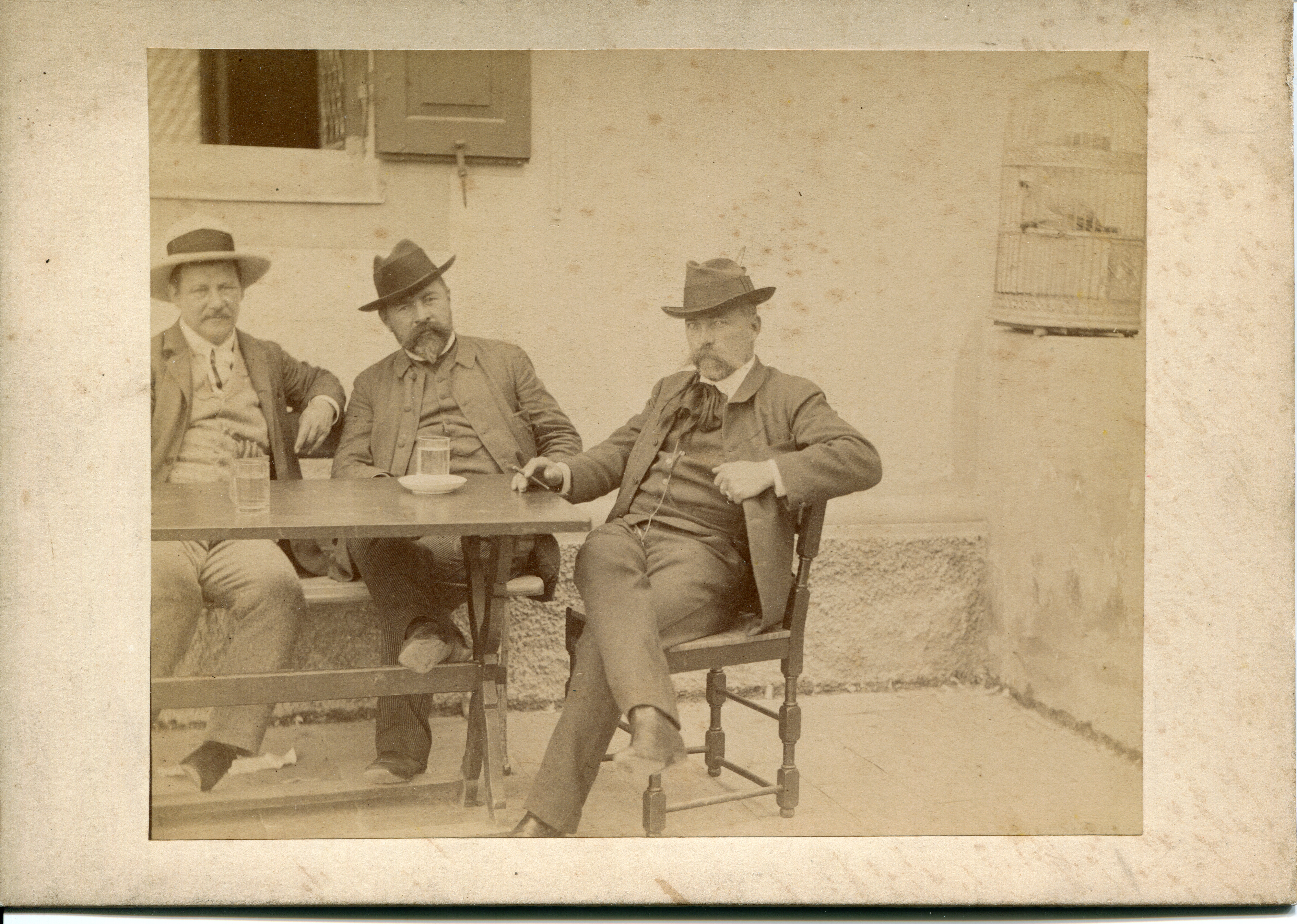
Gabriel von Max, Benczúr Gyula és Benczúr Béla
Benczúr Gyula nyaralója Ambachban
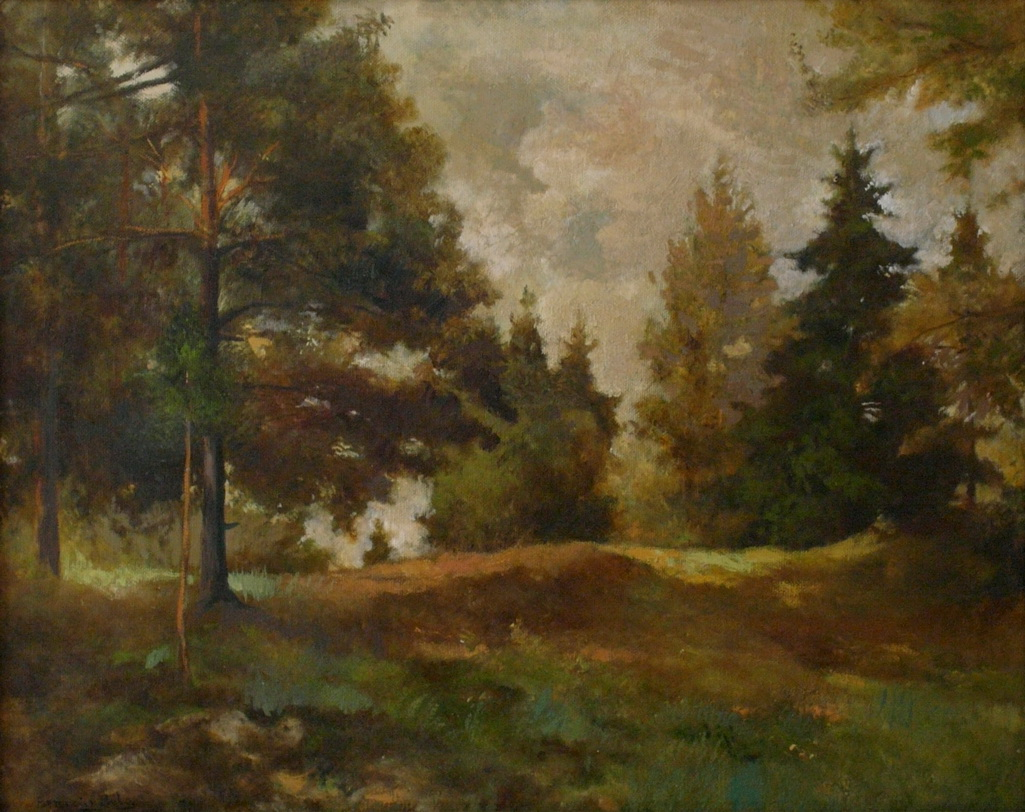
Benczúr Béla: Erdei táj
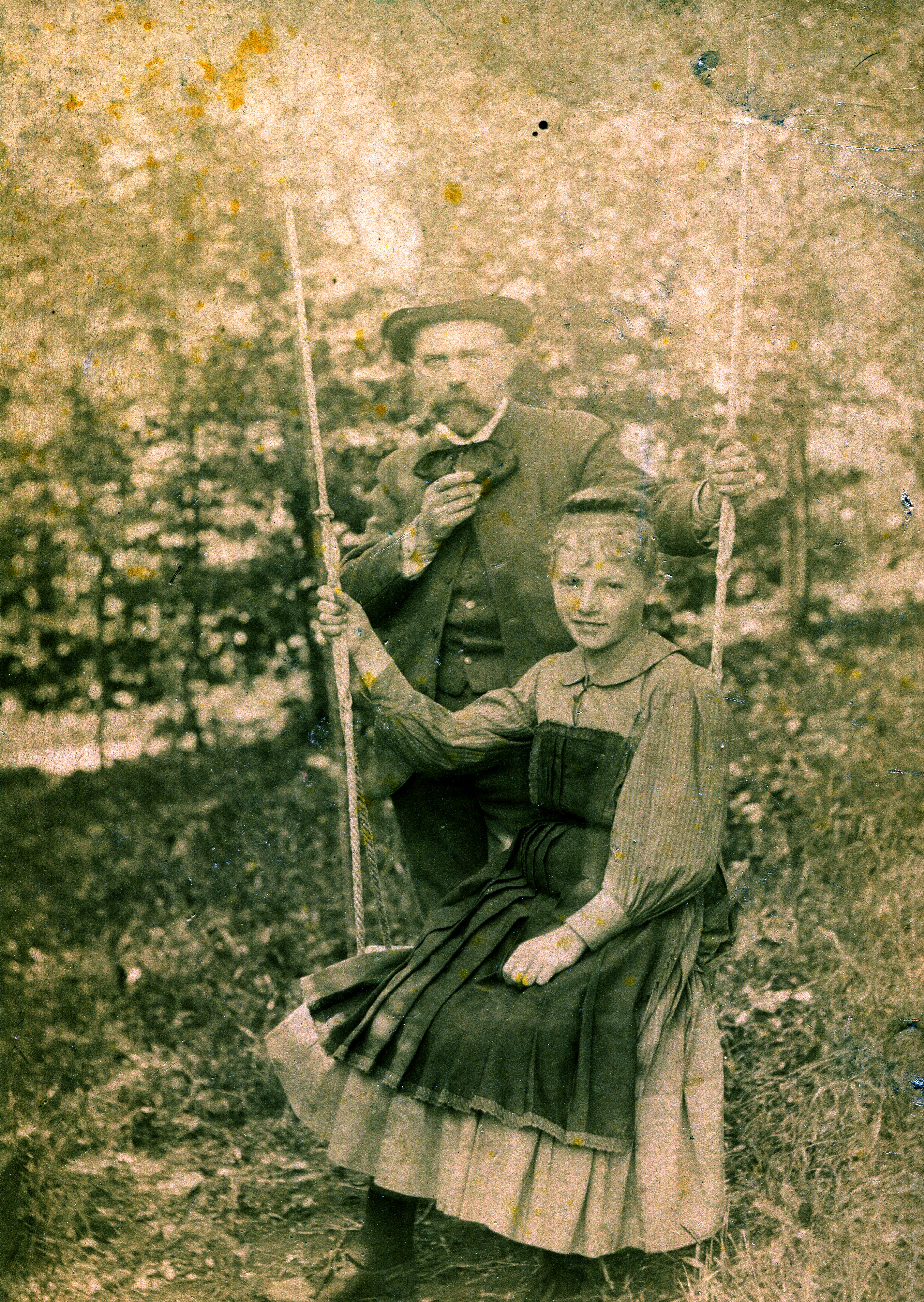
Benczúr Béla unokahúgával Benczúr Olgával
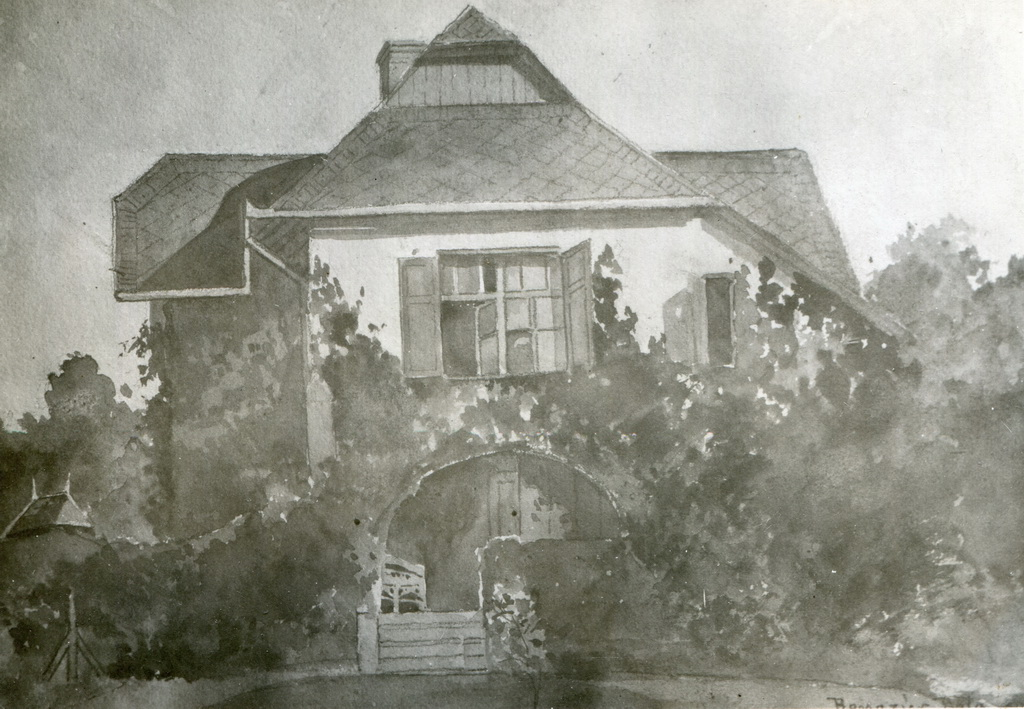
Benczúr Béla akvarellje az általa, ifj. Vastagh György számára tervezett balatonszemesi nyaralóról